# Per Mases
Per Hugo Mases, född 20 oktober 1934, död 24 december 2010, var en svensk präst.
Mases var präst i Svenska kyrkan och föreståndare för Stiftelsen Berget i Rättvik från 1974 till 2010.
I oktober 2010 konverterade Mases till Katolska kyrkan.
Per Mases är gravsatt på Rättviks kyrkogård,